# Halina Leska
Halina Leska właśc. Halina Izabela Landy (ur. 13 września 1890 w Warszawie, zm. 11 stycznia 1969 tamże) – artystka śpiewaczka (mezzosopran).

## Życiorys
Urodziła się w 1890 w rodzinie Maksymiliana Landy'ego i Berty z Beilerów. Od 20 kwietnia 1918 była żoną inż. mech. Zbigniewa Arnda (1885–1963). Uczyła się śpiewu pod kierunkiem Karoliny Pietraszewskiej w Warszawie, a następnie w latach 1909–1911 w klasie Aleksandra Myszugi w Szkole Muzycznej Warszawskiego Towarzystwa Muzycznego, w latach 1911–1913 u H. Kritikos w Paryżu, a w latach 1913–1914 w Berlinie w szkole śpiewu i gry operowej Gemmy Bellincioni. 28 grudnia 1914 debiutowała w Teatrze Wielkim w Warszawie i do 1938 występowała na scenie warszawskiej. Od 1918 używała także podwójnego nazwiska Leska–Arnd. Poza Warszawą występowała m.in. w 1920 w poznańskim Teatrze Wielkim, w 1921 i 1936 w Krakowie z zespołem artystów opery warszawskiej, 1923 w Płocku i Brześciu, a w 1929 w Rzeszowie, w 1927 i 1930 w przedstawieniach Łódzkiego Towarzystwa Operetkowego; ponadto na koncertach, np. w 1928 we Lwowie. W 1936 z inicjatywy Ministra Spraw Zagranicznych dała recital pieśni w Bernie, w 1937 – w Ankarze.
Po wybuchu II wojny światowej, we wrześniu 1939, opuściła Polskę i przez Rumunię dotarła do Paryża. Śpiewała w radiu francuskim oraz koncertowała m.in. w obozach polskich żołnierzy i skupiskach górników. Następnie przebywała w Turcji, Libanie oraz w Brazylii (w latach 1947–1957). W lipcu 1957 powróciła do Warszawy.
Zmarła w 1969. Została pochowana na cmentarzu Powązkowskim w Warszawie (kwatera 69-5-13,14).

## Ordery i odznaczenia
- Złoty Krzyż Zasługi (8 lutego 1930)[5]